# 32 Avenue of the Americas
32 Avenue of the Americas, früher AT&T Building, ist ein für die Telekommunikation errichtetes Hochhaus in Manhattan in New York City, Vereinigte Staaten. Das Art-déco-Gebäude, das in seiner Geschichte auch AT&T Long Lines Building und 32 Sixth Avenue genannt wurde, steht unter Denkmalschutz.

## Lage
Das Bürohochhaus befindet sich im Stadtteil TriBeCa in Lower Manhattan. Es nimmt einen ganzen Stadtblock ein, der von der Sixth Avenue im Westen, der Lispenard Street im Norden, der Church Street im Osten und der Walker  Street im Süden begrenzt ist. Bekanntes Nachbargebäude ist das The Roxy Hotel New York. Aufgrund der niedrigen umgebenden Bebauung stellt es ein dominantes Bauwerk im nördlichen Teil von Tribeca dar. Nächstgelegener Wolkenkratzer ist der vier Blocks südlich stehende 56 Leonard Street (Jenga Building).

## Beschreibung
32 Avenue of the Americas wurde unter anderem von den Architekten Voorhees Gmelin & Walker entworfen und in drei Etappen von 1914 bis 1932 erbaut. Bauherr war das Telekommunikationsunternehmen AT&T. Die erste Bauetappe des anfangs Walker-Lispenard-Building oder 24 Walker Street genannten Bauwerks erfolgte von 1911 bis 1914, entworfen von Cyrus L. W. Eidlitz und McKenzie, Voorhees & Gmelin. 1919 wurde es um sieben Stockwerke erhöht. Mit der letzten Bauetappe von 1929 bis 1932, bei der drei weitere Stockwerke hinzukamen, wurde das Gebäude mit der Bezeichnung AT&T Long Lines Building fertiggestellt. Architekt war Ralph Thomas Walker.
32 Avenue of the Americas hat eine Dachhöhe von 130,8 Meter (429 Fuß) und besitzt 28 Stockwerke. Mit den beiden gleichhohen Antennenmasten erreicht es eine Höhe von 167,3 Meter (549 Fuß). Der Büroturm besitzt im oberen Bereich mehrere Rücksprünge und hat eine Ziegelsteinfassade in verschiedenen dunklen Rot- und Brauntönen. Die von der 6th Avenue und Church Street zugängliche Lobby ist mit zahlreichen Wandmalereien gestaltet, die die Nutzung des Gebäudes als Kommunikationsknotenpunkt widerspiegeln. 
1992 verlegte AT&T seinen New Yorker Hauptsitz in die 32 Avenue of the Americas. Ab der Fertigstellung 1932 war AT&T der alleinige Nutzer des Gebäudes, bis es 1999 von der Rudin Management Company erworben wurde. Von den 108.700 m² Gesamtnutzfläche verblieben 37.000 m² bei AT&T, die restlichen Flächen wurden an andere Kommunikationsunternehmen vermietet. 2000/01 wurde das Gebäude von FXCollaborative umfangreich renoviert und mit Genehmigung der Landmarks Preservation Commission (LPC) wurden dem Bauwerk zwei knapp 37 Meter hohe Antennenmasten aufgesetzt, womit die Gesamthöhe auf 167,3 Meter anwuchs. 2022 fand durch die beauftragte Firma Fogarty Finger eine Renovierung und Modernisierung der Eingangstüren an der 6th Avenue und der Innenbeleuchtung statt.
Die New York City Landmarks Preservation Commission erklärte am 1. Oktober 1991 die Fassade und die Lobby der 32 Avenue of the Americas zum Wahrzeichen der Stadt.

## Galerie

Außen
Historische Aufnahme (1930er Jahre)
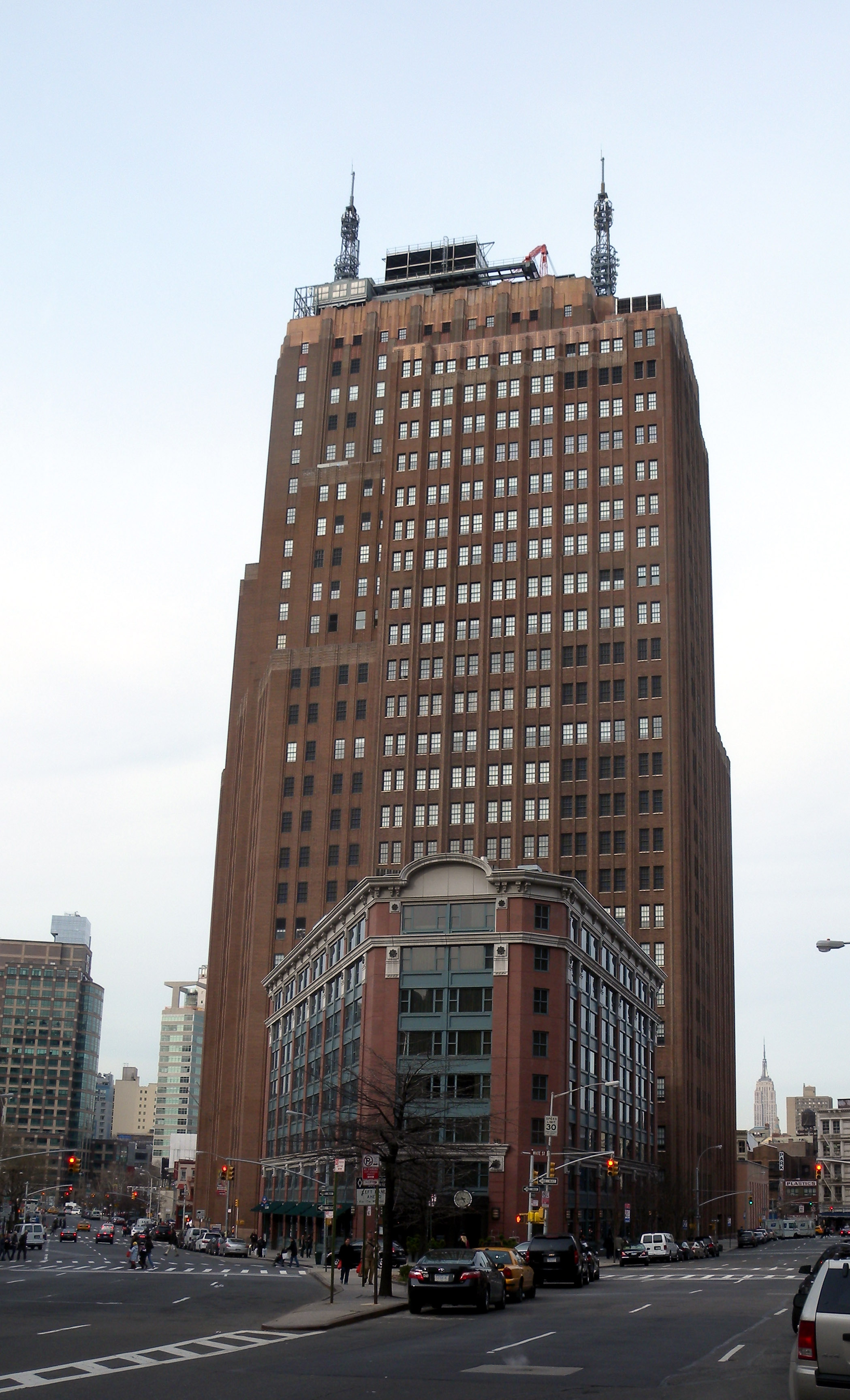
Blick von Süden, vorn The Roxy Hotel (2010)
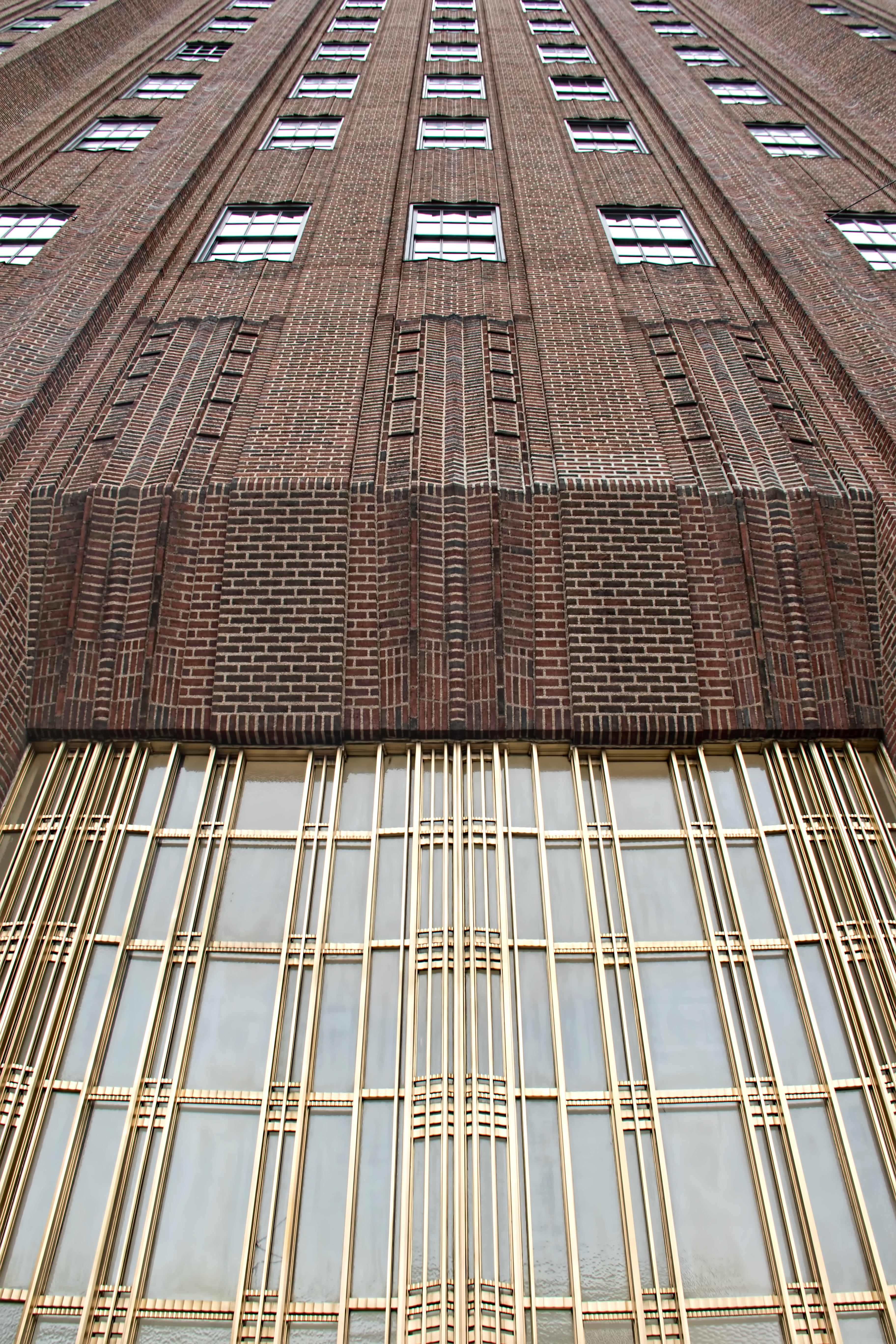
Vertikale Fassadenansicht
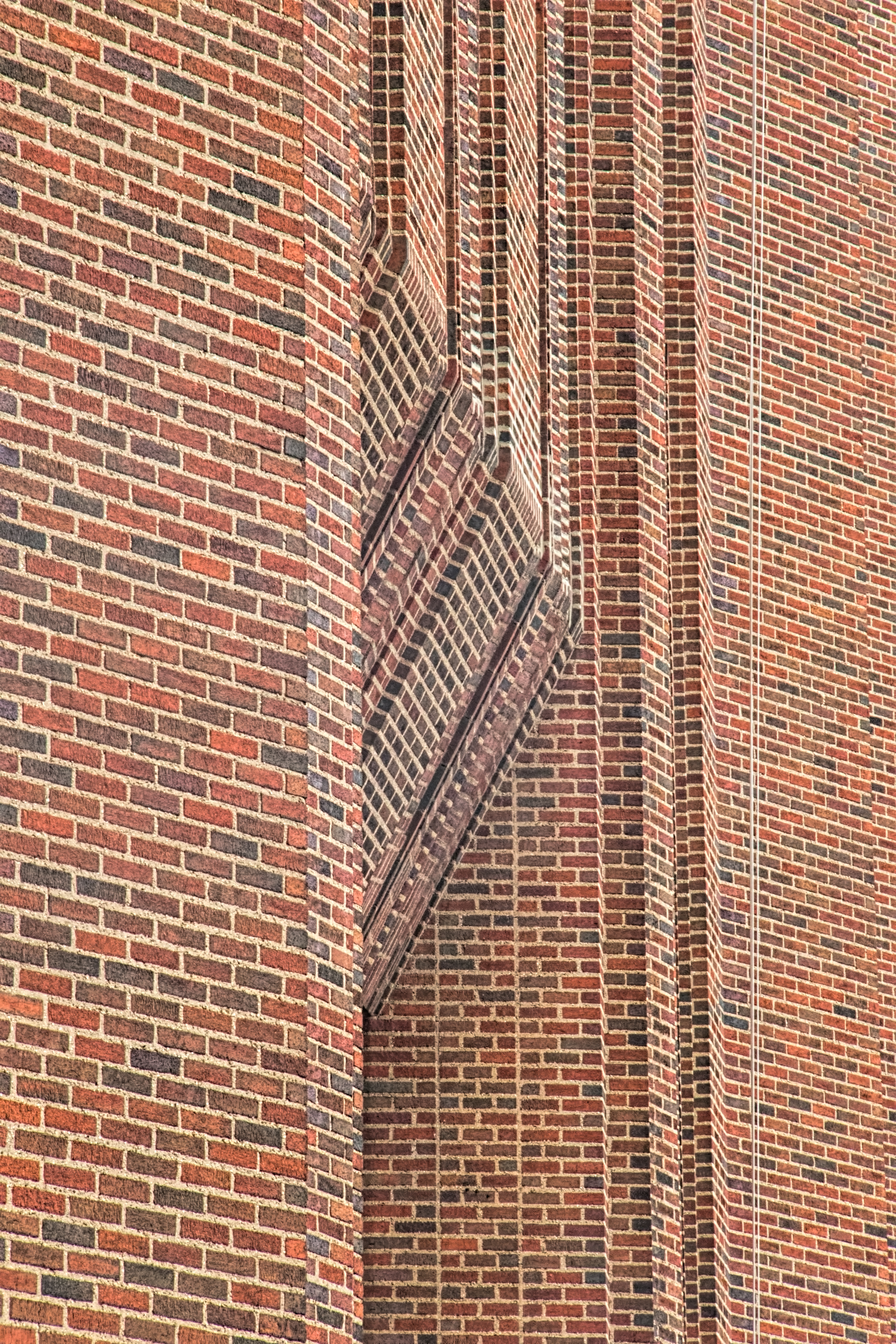
Ziegelsteinfassade

Lobby
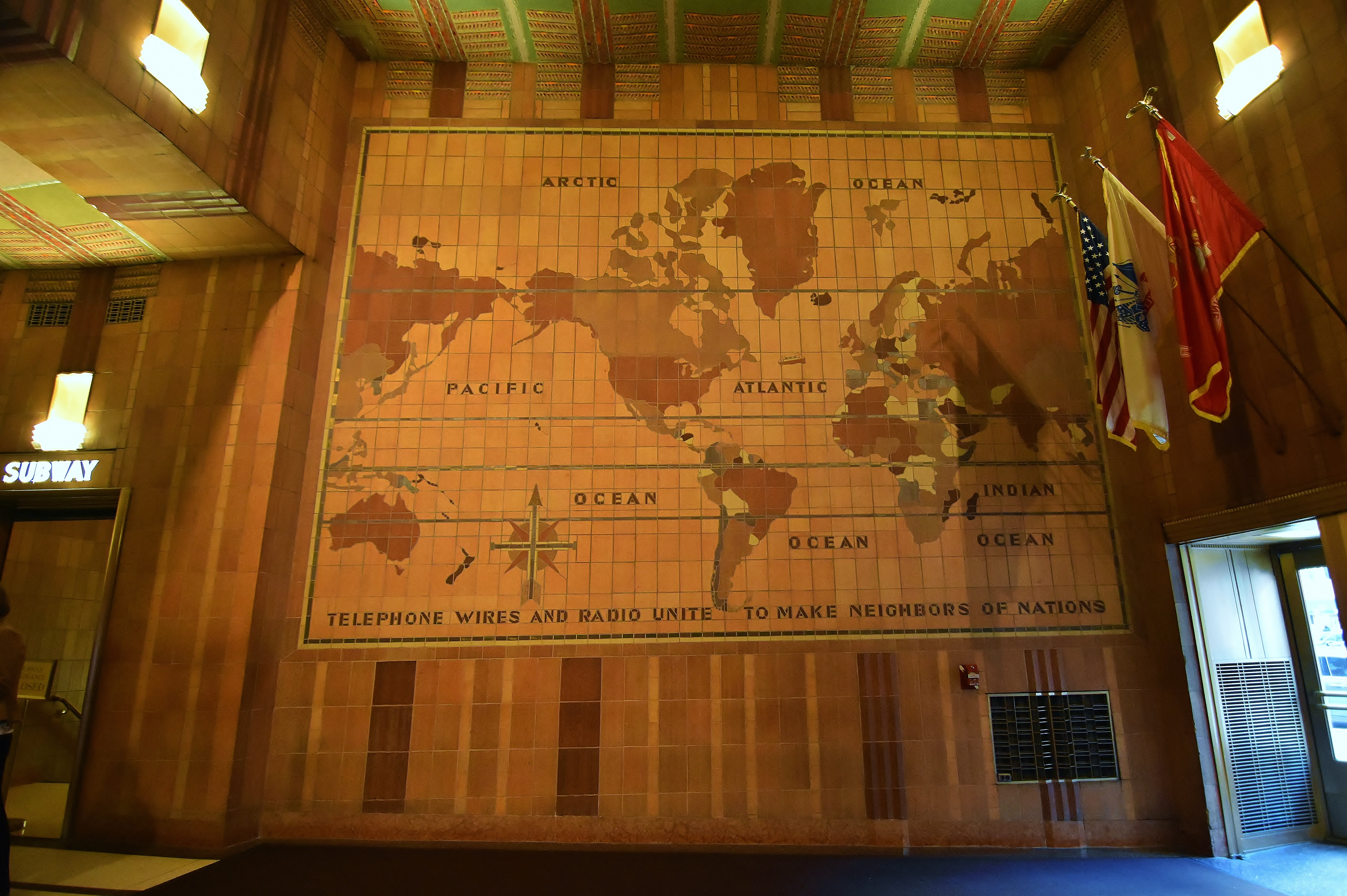
Weltkarte in der Lobby
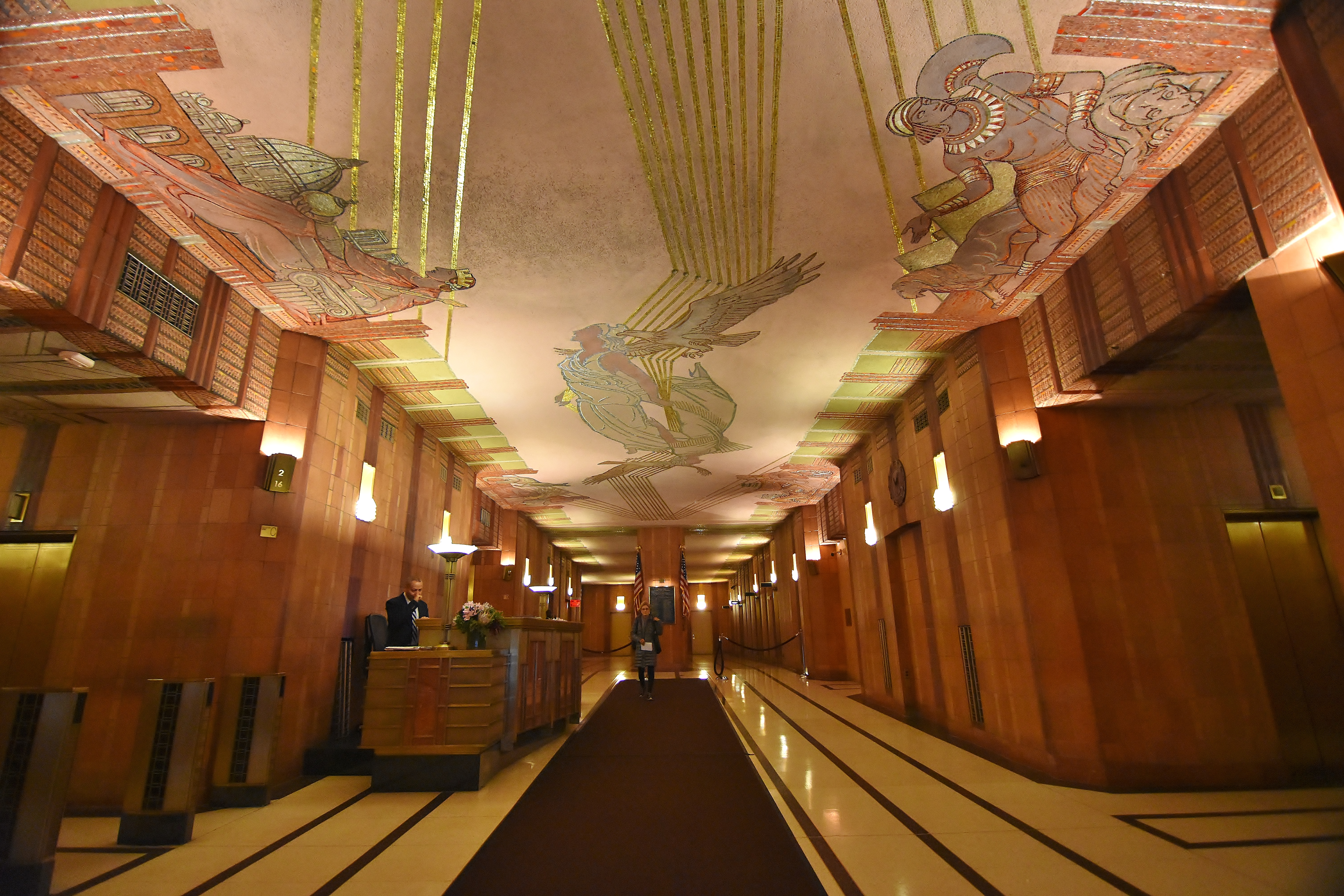
Lobby mit Deckenmalerei
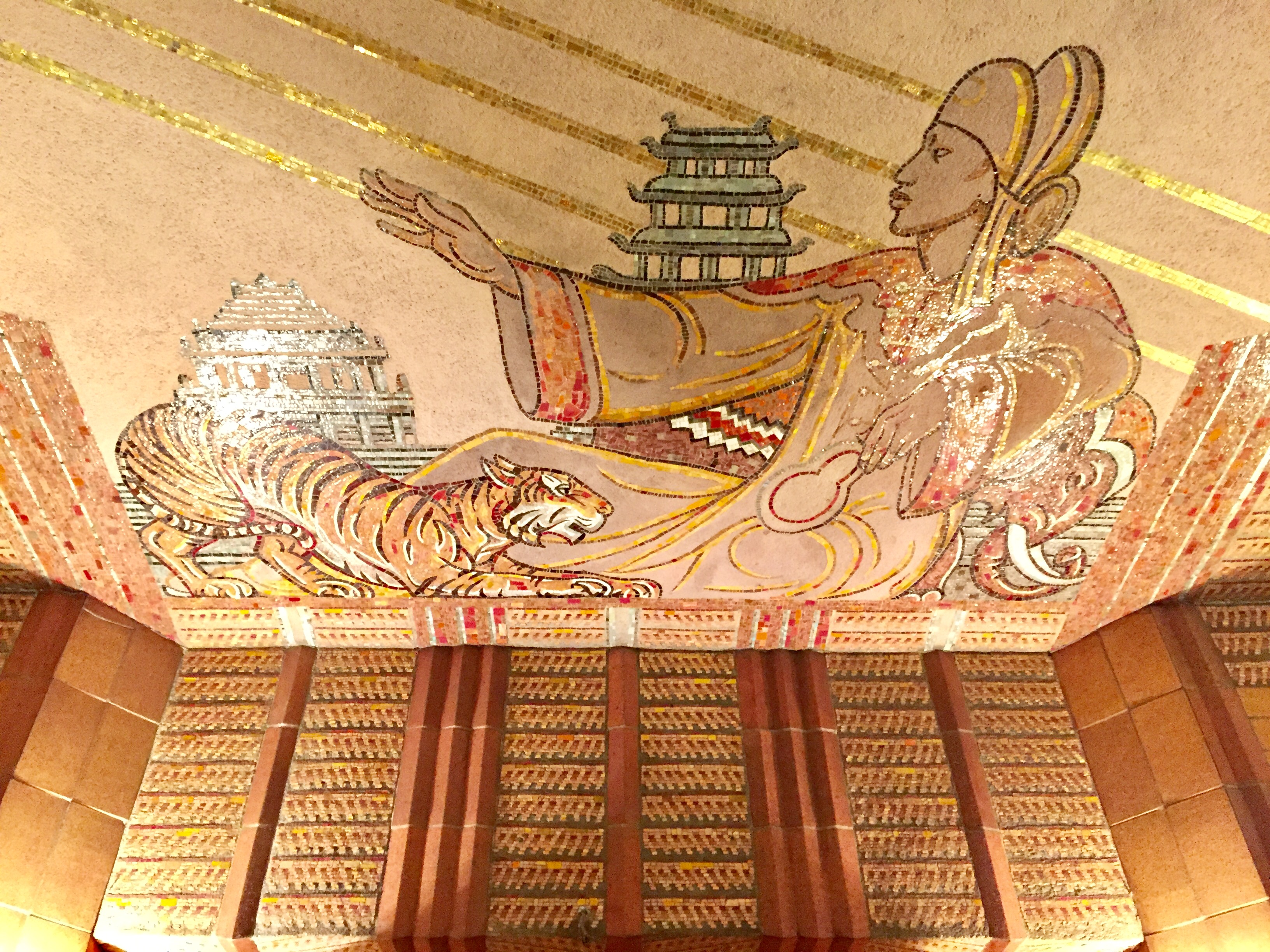
Motiv für Asien